# Ирано-южнокорейские отношения
Ирано-южнокорейские отношения — дипломатические отношения между Ираном и Южной Кореей. Были установлены в 1962 году. 

## История
Дипломатические отношения между Шахским Ираном и Южной Кореей были установлены в 1962 году. В 1967 году было открыто посольство Ирана в Южной Корее, а в 1975 году посольство Южной Кореи в Иране.

## Экономические отношения
В 2022 году Южная Корея экспортировала в Иран товаров на 4,25 млрд долларов, а Иран в Южную Корею на 7,36 млрд долларов.